# Drapeau de la ville d'Anvers

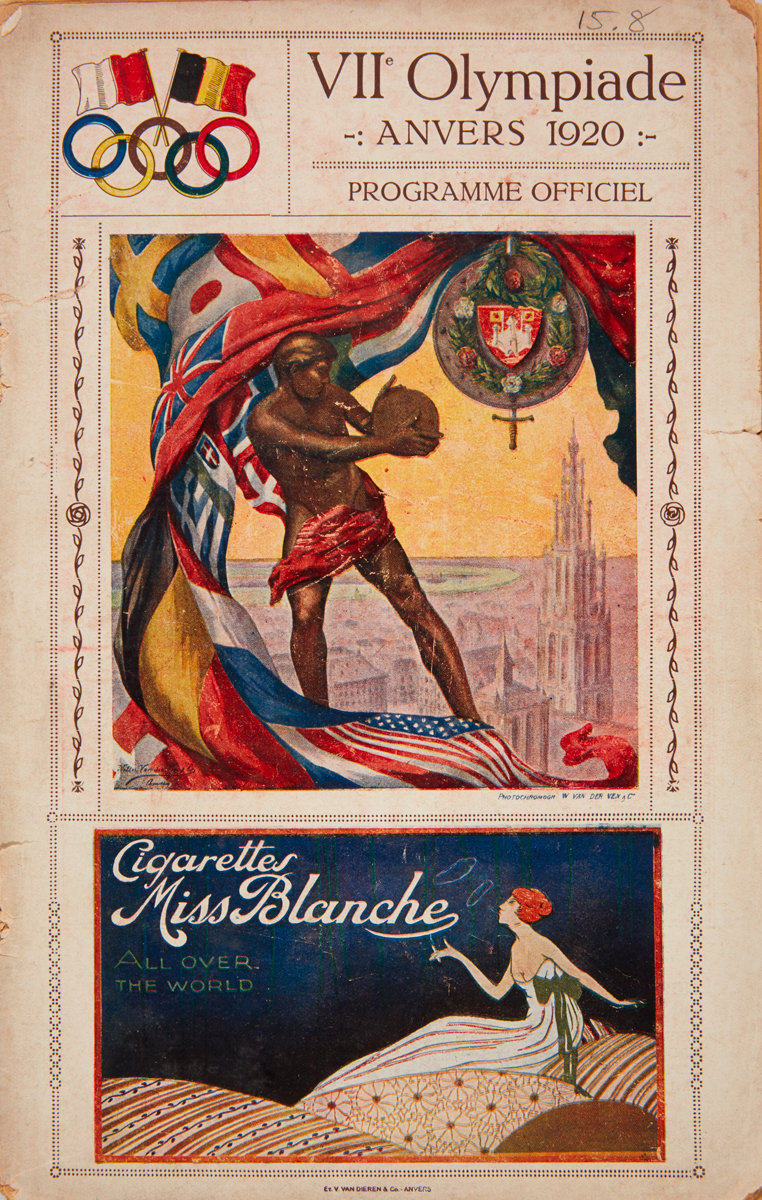
Programme des Jeux olympiques d'Anvers de 1920. En haut à gauche figure le drapeau de la ville de l'époque. On y voit également le drapeau belge et les anneaux olympiques, qui apparaissent alors pour la première fois sur le drapeau des Jeux.

Le drapeau de la ville d'Anvers a été officiellement adopté par le conseil communal le 13 novembre 1984. Il a été confirmé par décret le 5 mars 1985 et finalement publié le 8 juillet 1986 au Moniteur belge,.
Le rapport hauteur/largeur du drapeau est de 2:3. Il est divisé horizontalement en rouge, blanc et rouge, avec un rapport de 1:3:1. Les couleurs du drapeau proviennent des armoiries communales. Le rouge et le blanc du drapeau provincial d'Anvers font référence aux couleurs de la ville.

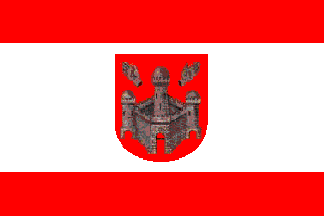
Drapeau non-officiel comportant les armoiries officielles

Le drapeau de la ville ne comporte pas les armoiries d'Anvers, mais il existe des variantes qui lui ressemblent. Un différend avec le Vlaams Belang en 2005 s'est terminé par la décision du bourgmestre selon laquelle un drapeau portant les armoiries officielles et protégées n'était pas autorisé, mais qu'un drapeau portant l'un des soixante emblèmes similaires ne pouvait pas être interdit.
La ville d'Anvers est composée de dix anciennes communes ayant le statut particulier de district. Chacun de ces dix districts possède son propre drapeau.

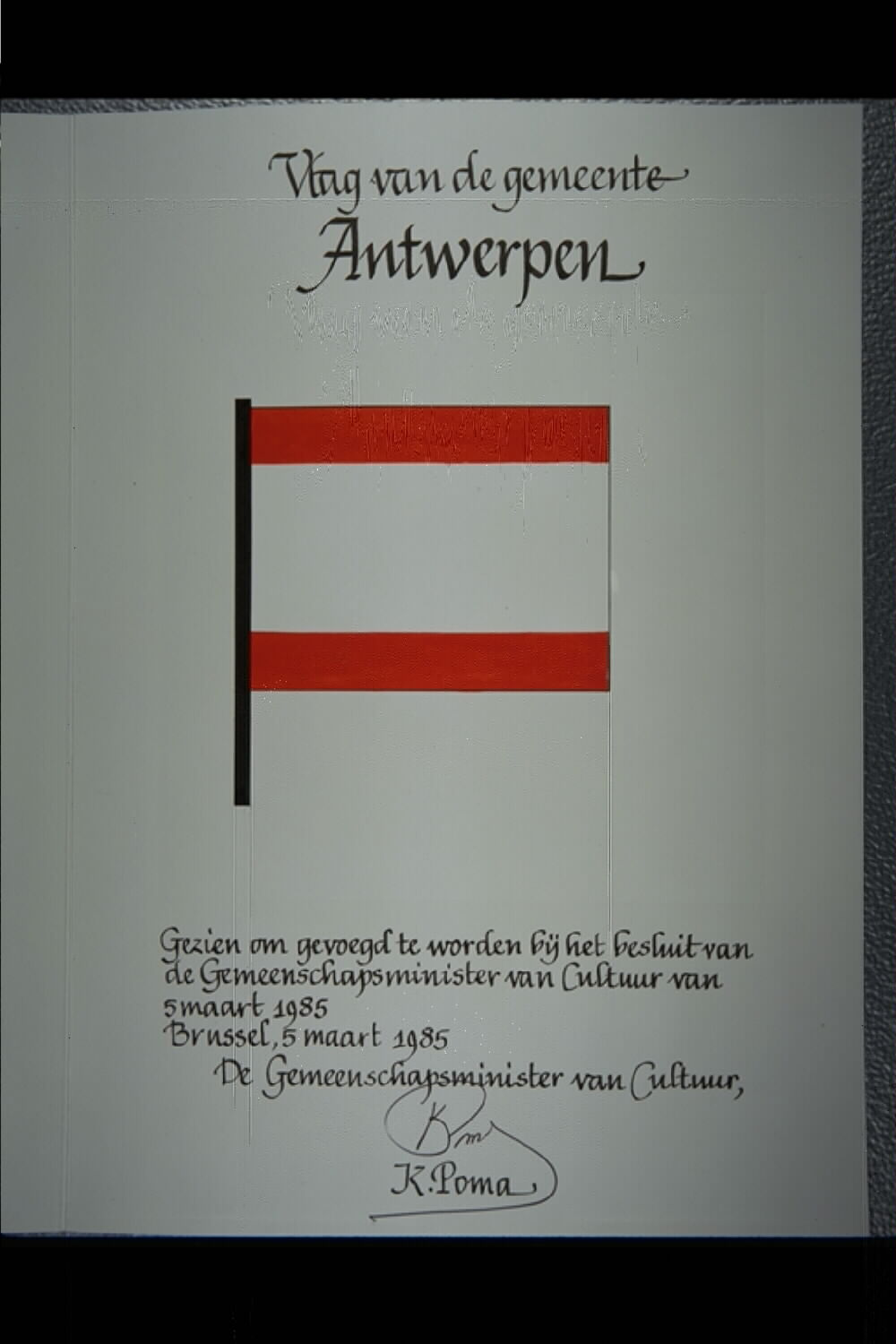
Conception du drapeau dessinée par Karel Poma

## Anciennes versions
Auparavant, le drapeau était  bicolore avec soit une division horizontale soit une division verticale de rouge et de blanc.

Ancien drapeau de la ville d'Anvers (version verticale)
Ancien drapeau de la ville d'Anvers (version horizontale)

## Drapeaux des districts
À l'origine, les drapeaux de Berchem et de Borsbeek étaient déjà utilisés comme drapeaux communaux et sont désormais réutilisés comme drapeau du district.

Drapeau du district d'Anvers
Drapeau de Berchem
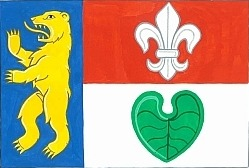
Drapeau de Berendrecht-Zandvliet-Lillo
Drapeau de Borgerhout
Drapeau de Borsbeek
Drapeau de Deurne
Drapeau de Ekeren
Drapeau de Hoboken
Drapeau de Merksem
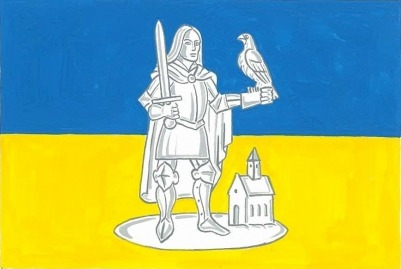
Drapeau de Wilrijk